# Камбу, Эрве
Эрве Камбу (фр. Hervé Kambou; род. 1 мая 1985 или 21 мая 1986, Абиджан) — ивуарийский и перуанский футболист, полузащитник. Участник летних Олимпийских игр 2008 года.

## Биография
Эрве Камбу родился 1 мая 1986 года в ивуарийском городе Абиджан. Воспитанник академии Жан-Марка Гийу.

### Клубная карьера
Начал профессиональную карьеру в 2005 году в клубе второго дивизиона Кот-д’Ивуара — «Тумоди». Затем в течение двух лет играл за таиландский «БЕК Теро Сасана». В сезоне 2007/08 выступал во Втором дивизионе Бельгии за «Олимпик» из города Шарлеруа. Летом 2008 года подписал контракт с французской «Бастией». В составе команды в Лиге 2 дебютировал 17 октября 2008 года в матче против «Меца» (0:0). В ноябре 2008 года ивуариец попал в автомобильную аварию. В составе команды Камбу не стал игроком основного состава и провёл всего 9 матчей в Лиге 2 и сыграл 2 игры в Кубке Франции.
В 2010 году выступал за «Клуб Африкэн» и сыграл в чемпионате Туниса всего 1 матч. Камбу пробыл в стане клуба всего 16 дней, после чего с ним разорвали контракт. В августе 2012 году побывал на просмотре в перуанском «Университарио». В начале 2014 года тренировался вместе с перуанской командой «Сан-Симон» из Мокегуа. В итоге он перешёл в перуанский «Вилли Серрато», который выступал во втором дивизионе страны. Спустя год Камбу стал игроком команды «Спорт Бойз», где футболист взял себе 5 номер.

### Карьера в сборной
В августе 2008 году главный тренер олимпийской сборной Кот-д’Ивуара Жерар Жили вызвал Эрве на летние Олимпийские игры в Пекине. В команде он получил 6 номер. В своей группе ивуарийцы заняли второе место, уступив Аргентине, обогнав Австралию и Сербию. В четвертьфинальной игре Кот-д’Ивуар уступил Нигерии со счётом (0:2). Камбу сыграл во всех играх группового турнира, однако в матче 1/4 финала участия не принял.